# Уютный (Октябрьский сельсовет)
Уютный (бел. Уютны; до 1922 года — Посёлок № 9) — посёлок в Октябрьском сельсовете Буда-Кошелёвского района Гомельской области Белоруссии.

## География

### Расположение
В 12 км на восток от районного центра и железнодорожной станции Буда-Кошелёвская (на линии Жлобин — Гомель), 36 км от Гомеля.

### Гидрография
На юге, севере и западе мелиоративные каналы.

## Транспортная сеть
Транспортные связи по просёлочной дороге, затем по шоссе Довск — Гомель.

## История
Основан в начале XX века переселенцами с соседних деревень. В 1926 году в Лугиницком сельсовете Уваровичского района Гомельского округа. В 1929 году жители посёлка вступили в колхоз. В 1959 году в составе совхоза «Краснооктябрьский» (центр — посёлок Октябрь). Планировка состоит из прямолинейной улицы, ориентированной с юго-востока на северо-запад и застроенной деревянными домами усадебного типа.

## Население

### Численность
- 2004 год — 6 хозяйств, 7 жителей.

### Динамика
- 1926 год — 17 дворов, 92 жителя.
- 1959 год — 84 жителя (согласно переписи).
- 2004 год — 6 хозяйств, 7 жителей.